# Conte populaire au Maroc
Le conte populaire au Maroc est un récit ou une histoire, raconté le plus souvent de bouche à oreille pour les jeunes générations. 
Dans le paysage culturel marocain, le conte populaire est l’une des manifestations de la mémoire collective et individuelle à la fois, du partage de cette mémoire, oralisée et racontée autour d’un orateur, porteur d’un héritage en mots qu’il transmet par la même voie(x) orale.

## Origine
Dans le cercle familial, c'était généralement les personnes âgées, symboles de sagesse et d'expérience, qui racontaient, toujours oralement, ces récits aux plus jeunes, contes qu'elles ont elles-mêmes appris de leurs aïeux. Mais, quoi qu'il en soit, au Maroc comme ailleurs, si les contes, ces histoires venues de la nuit des temps, ont réussi à traverser les époques, les lieux et les civilisations, volant d'oreille en oreille, de lèvres en lèvres, cela amène parfois à ceux que ces récits soient modifiés ou deviennent plus subjectifs.
Les femmes jouent un rôle éminent dans la transmission et la conservation de ces contes populaires.

## A qui s'adresse le conte traditionnel marocain?
Le conte traditionnel marocain ne s’adresse pas forcément à ceux auxquels on pense systématiquement, autrement dit les enfants. Il faut en effet rappeler qu'au départ, le conte traditionnel marocain proprement dit – avec ce qu'il implique comme dimension purement orale – n'était pas destiné aux enfants, ou en tous cas pas uniquement à ces derniers, mais à toute la communauté. Petits et grands, on se rassemblait dans les souks autour des « halkates » pour écouter les conteurs, ces magiciens de la parole, narrer de fascinantes histoires intemporelles.

## Sens  du conte populaire
Le conte marocain est une création du peuple pour le peuple. Une parole vivante et féconde, reflet de l’intérieur des Marocains et de leurs rapports à la collectivité. Ses intrigues, ses dénouements, ses personnages archétypaux (créatures aux dons surnaturels, héros intrépides, ogres, marâtres méchantes ou orphelins opprimés, seigneur juste ou totalitaire, djinns bienfaisants ou esprits maléfiques, etc.) et ses animaux (bêtes ou rusés) sont porteurs de codes sociaux et de valeurs morales que le peuple assimile, de façon très souvent inconsciente, à son insu. Ce n'est d'ailleurs pas pour rien que le conte est très souvent irréel, le lieu et l'époque n'étant jamais définis avec exactitude.
La portée symbolique du conte est donc très grande ; sa fonction de régulation sociale également. Il rappelle à chacun les valeurs humaines fondamentales nécessaires à la vie en communauté (partage, humilité, bonté, pondération, etc.), apaise les craintes, apporte des réponses aux angoisses existentielles, à la peur de l'inconnu, mais aussi des solutions aux soucis de tous les jours. Chaque société adapte ensuite le conte à ses spécificités propres et aux messages qu'elle cherche à transmettre à ses membres.

## Évolution du conte populaire
Il y a réellement urgence de transcription et de collecte des contes traditionnels marocains. Il y va de l’identité marocaine même. La dernière génération qui détient encore ses contes oraux en mémoire est en train de partir, emmenant avec elle ce patrimoine historique et socioculturel considérable. La démocratisation de la télévision a chamboulé beaucoup de choses, son entrée massive dans les foyers marocains représente aussi un obstacle de taille au maintien et au développement du conte.